# Stăruința Oradea
Stăruința Oradea (în maghiară: Nagyváradi Törekvés; în engleză: Perseverence) a fost un club de fotbal românesc, din Oradea. Au ajuns de cinci ori în runda finală a campionatului românesc de fotbal, în anii 1920.

## Istoric
Stăruința Oradea a fost fondată în Austria-Ungaria, în 1912 ca Asociația Sportivă a Muncitorilor Stăruința Oradea (în maghiară: Nagyvárad Törekvés Munkás Testedzők Egyesülete - Nagyvárad Törekvés MTE), și a jucat inițial în campionatul național al Ungariei, în liga a doua. Primul sezon oficial al echipei a fost 1912–1913, când a terminat pe locul 5. Sezonul următor a terminat pe 7, apoi a venit războiul când clubul și-a redus mult activitatea.
Echipa a ajuns, pentru prima dată, în campionatul românesc de fotbal în 1922, fiind câștigătoarea Regiunii Oradea. Acolo, clubul a fost eliminat de viitoarea vicecampioană, Victoria Cluj, în sferturile de finală.
Principala rivală a fost CA Oradea, o echipă cu mai multe performanțe decât Stăruința Oradea. Stăruința a ajuns, din nou, în finală, în 1926. Acolo, clubul a jucat, inițial, împotriva Olimpiei Satu Mare, iar apoi a întâlnit clubul care domina fotbalul românesc, din acea vreme, Chinezul Timișoara, care i-a învins. Între 1928 și 1930, Stăruința a dominat campionatul regional și a ajuns mereu în finală.
În anii 30 a jucat în liga a 2a pe atunci Divizia B, cea mai bună plasare a fost chiar în primul sezon locul 3. Au urmat locul 7 și 11 în următorele două sezoane.

## Palmares
| Campionatul României - Sferturile de finală (3): 1922, 1926, 1929. Liga a II-a - Locul 3 (1): 1934-1935 Campionatul Regional Oradea Campioni (5): 1921–1922, 1925–1926, 1927–1928, 1928–1929, 1929–1930. Vicecampioni (3): 1923–1924, 1924–1925, 1926–1927. | Liga a 2a - Locul 5(1): 1912–1913 - Locul 3(1): 1944–1945 Liga a 3a Campioni (1): 1943–1944 |